# Lü Sibai
Pour les articles homonymes, voir Sibai.
Lü Sibai ou Liu Sseu-Pai ou Lü Szü-Pai ou LÜ Ssü-Pai ou Luspa est un peintre chinois du XXe siècle, né en 1905 dans la province du Jiangsu et mort en 1973.

## Biographie
Après des études à l'Université Nationale Centrale, il passe plusieurs années en France, à Lyon et à Paris, de 1929 à 1934, où il se perfectionne dans les techniques de la peinture à l'huile. En 1934, il retourne à Nankin comme professeur à l'Université Nationale Centrale et en 1942, il succède à Xu Beihong à la tête du département des Beaux-Arts de cette Université, qui, avec la venue de la guerre, quitte Nankin pour Chongqing, dans la province de Sichuan.

Bien que techniquement compétent, son style reste marqué par un académisme certain, trop fidèle à la tradition occidentale.